# Gimme Your Love
Gimme Your Love è un brano musicale del gruppo britannico Morcheeba, estratto nel 2013 come primo singolo del loro ottavo album Head Up High.

## Tracce
1. Gimme Your Love – 4:49

## Charts
| Classifica (2013) | Posizione più alta |
| ----------------- | ------------------ |
| Francia           | 123                |